# Зимняя классика НХЛ 2012
Пятый матч «Зимней классики», в рамках регулярного чемпионата НХЛ 2011/2012, состоялся 2 января 2012 года в Филадельфии на открытой площадке «Ситизенс-бэнк-парк» между командами Филадельфия Флайерз и Нью-Йорк Рейнджерс.
Для «Филадельфии» это был второй матч «Зимней классики» после встречи в Бостоне с местными «Брюинз» в 2010 году.
Первоначально планировалось проведение матча 1 января на футбольном стадионе Lincoln Financial Field, однако местная команда Филадельфия Иглз в этот день принимала Вашингтон Редскинз в заключительном туре регулярного чемпионата НФЛ.
Матч был перенесён на бейсбольный стадион «Ситизенс Банк Парк», являющийся домашним для команды МЛБ — Филадельфия Филлис и состоялся 2 января 2012 года.
Матч закончился волевой победой хоккеистов из Нью-Йорка, 3:2.

## Ход матча

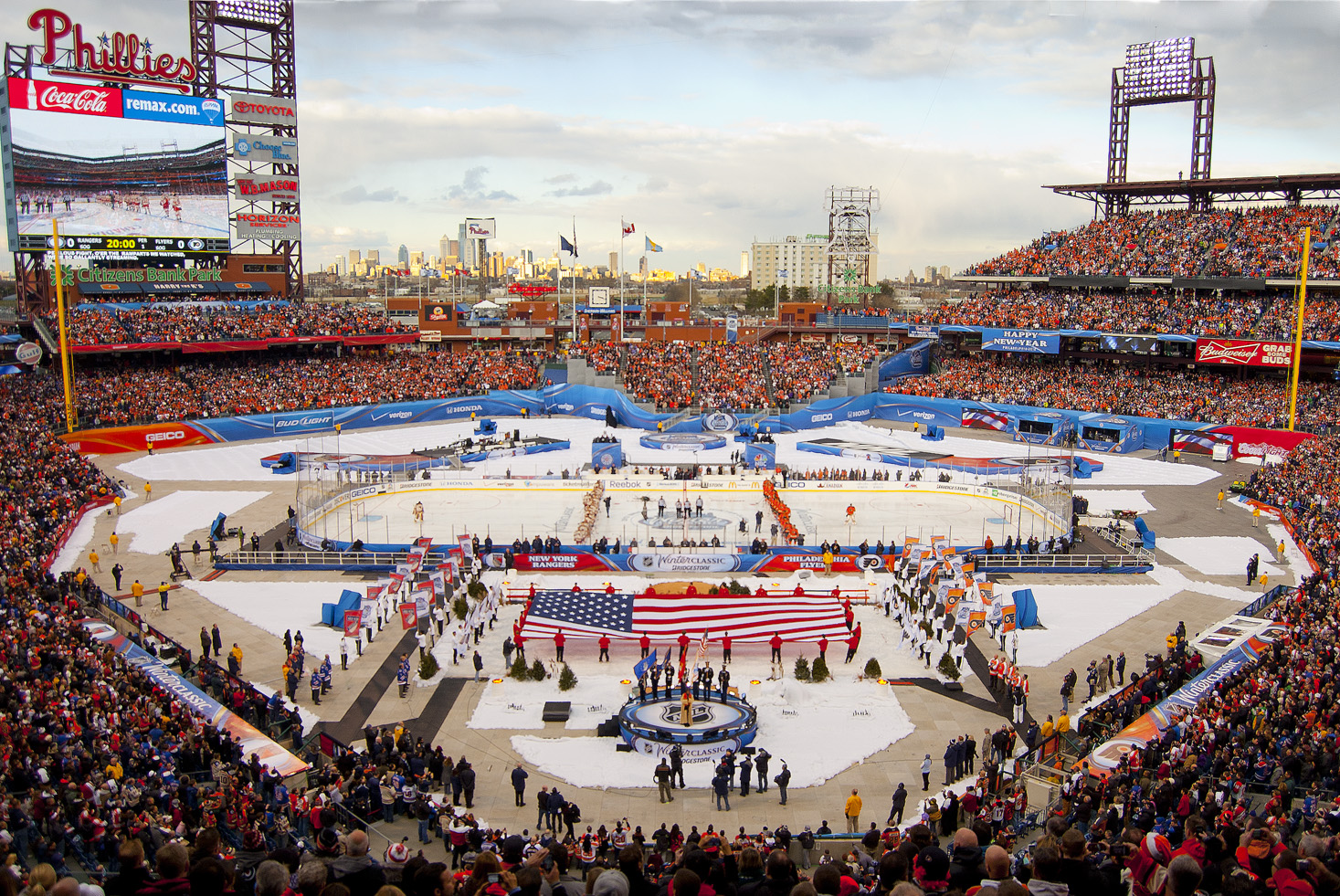
Церемония открытия Зимней классики 2012

В ежегодно проводимом матче на открытом воздухе Нью-Йорк Рейнджерс одолели Филадельфию Флайерз. Игра двух заклятых врагов в присутствии почти 50 тысяч зрителей на стадионе «Citizens Bank Park» в Филадельфии развивалась по лихо закрученному сценарию.
Еще за день до игры основной вратарь филадельфийцев Илья Брызгалов, в последнее время играющий далеко не лучшим образом, ошарашил репортеров, заявив, что не выйдет в стартовом составе своей команды на «Зимнюю классику»: «У меня есть отличные новости и новости еще лучше. Отличные – я не играю завтра. Новости еще лучше – у нас есть шанс на победу». После этого Брызгалов, известный оригинальным стилем общения с прессой, порадовал журналистов рассказами о том, что собирается продать свои специально изготовленные щитки в стиле «ретро» на интернет-аукционе.
Первый период игры завершился с нулевым счетом, и по-настоящему опасные моменты можно было пересчитать по пальцам одной руки. Одним из них стал выход «один-в-ноль», где Яромир Ягр не смог переиграть Хенрика Лундквиста.
Во втором периоде игра заметно оживилась, что вылилось в голевой прорыв. Сначала молодой игрок «Флайерз» Брэйден Шенн воспользовался ошибкой Хенрика Лундквиста и вывел хозяев льда вперед. Для Шенна это был первый гол и первое очко в НХЛ. Не прошло и двух минут, как Макс Талбо и Клод Жиру подловили защитников противника на опрометчивой атаке и мастерски разыграли свою комбинацию, увеличив счет.
Но «Рейнджерс» и не думали сдаваться. Уже через тридцать секунд отставание было снова сокращено до минимального – четвертое звено создало момент, который был блестяще реализован Майком Раппом, более известным своими навыками в кулачных боях, чем в атакующих действиях. Год назад Рапп играл в «Зимней классике» в составе Питтсбург Пингвинз, и тогда на его счету была лишь драка с Джоном Эрскином из Вашингтон Кэпиталз. На второй перерыв команды ушли при счете 2:1 в пользу «Флайерз».
«Рейнджерс» в третьем периоде взялись за дело, и результат не заставил себя долго ждать – практически через три минуты после начала заключительного игрового отрезка Рапп сравнял счет. А затем пришла пора действовать самому громкому приобретению нью-йоркского клуба – Брэду Ричардсу. Звездный центрфорвард первым оказался у отскочившей шайбы и в одно касание отправил её под перекладину ворот Сергея Бобровского, тем самым выведя свою команду вперед – 3:2. «Летчики», игравшие без одного из своих лидеров, Яромира Ягра, на протяжении двух периодов (он получил травму в первом периоде), долго не могли создать последний штурм. Когда же им это удалось, наступила развязка. В нескольких сантиметрах от ворот Лундквиста защитник Райан МакДонах упал на шайбу, накрыв её. За это был назначен буллит. Исполнять его был призван Дэнни Бриер, но он не смог переиграть Лундквиста. Еще несколько неудачных бросков по воротам в последние секунды, и Нью-Йорк Рейнджерс празднуют победу в «Зимней классике».
| 2 января 2012             | \| Филадельфия Флайерз \| 2 : 3 (0:0, 2:1, 0:2) \| Нью-Йорк Рейнджерс \| \| Шенн - 32:26 Жиру - 34:21 \| Голы \| 34:51 - Рапп 42:41 - Рапп 45:21 - Ричардс \| | Ситизенс Банк Парк - Филадельфия          |
| Филадельфия Флайерз       | 2 : 3 (0:0, 2:1, 0:2) | Нью-Йорк Рейнджерс                        |
| Шенн - 32:26 Жиру - 34:21 | Голы | 34:51 - Рапп 42:41 - Рапп 45:21 - Ричардс |

## Составы
| Филадельфия Флайерз | Филадельфия Флайерз       | Филадельфия Флайерз | Филадельфия Флайерз |
| ------------------- | ------------------------- | ------------------- | ------------------- |
| Вратари             |                           |                     |                     |
| Номер               | Гражданство               | Имя                 |                     |
| 30                  | Россия                    | Илья Брызгалов      |                     |
| 35                  | Россия                    | Сергей Бобровский   |                     |
| Защитники           |                           |                     |                     |
| Номер               | Гражданство               | Имя                 |                     |
| 5                   | Канада                    | Брэйдон Кобёрн      |                     |
| 6                   | Швеция                    | Андреас Лилья       |                     |
| 25                  | Соединённые Штаты Америки | Мэттью Карл         |                     |
| 41                  | Словакия                  | Андрей Месарош      |                     |
| 43                  | Канада                    | Марк-Андрэ Бурдон   |                     |
| 44                  | Финляндия                 | Киммо Тимонен А     |                     |
| Нападающие          |                           |                     |                     |
| Номер               | Гражданство               | Имя                 |                     |
| 10                  | Канада                    | Брэйден Шенн        |                     |
| 14                  | Канада                    | Шон Кутюрье         |                     |
| 17                  | Канада                    | Уэйн Симмондс       |                     |
| 19                  | Канада                    | Скотт Хартнелл      |                     |
| 21                  | Соединённые Штаты Америки | Джеймс ван Римсдайк |                     |
| 24                  | Канада                    | Мэтт Рид            |                     |
| 27                  | Канада                    | Максим Талбо        |                     |
| 28                  | Канада                    | Клод Жиру А         |                     |
| 29                  | Канада                    | Харрисон Золнерчук  |                     |
| 48                  | Канада                    | Даниэль Бриер А     |                     |
| 68                  | Чехия                     | Яромир Ягр          |                     |
| 93                  | Чехия                     | Якуб Ворачек        |                     |

| Нью-Йорк Рейнджерс | Нью-Йорк Рейнджерс        | Нью-Йорк Рейнджерс | Нью-Йорк Рейнджерс |
| ------------------ | ------------------------- | ------------------ | ------------------ |
| Вратари            |                           |                    |                    |
| Номер              | Гражданство               | Имя                |                    |
| 30                 | Швеция                    | Хенрик Лундквист   |                    |
| 43                 | Канада                    | Мартин Бирон       |                    |
| Защитники          |                           |                    |                    |
| Номер              | Гражданство               | Имя                |                    |
| 4                  | Канада                    | Майкл Дель Зотто   |                    |
| 5                  | Канада                    | Даниэль Жирарди    |                    |
| 18                 | Канада                    | Марк Стаал А       |                    |
| 27                 | Соединённые Штаты Америки | Райан МакДонах     |                    |
| 32                 | Швеция                    | Антон Стролман     |                    |
| 41                 | Соединённые Штаты Америки | Стью Бикел         |                    |
| Нападающие         |                           |                    |                    |
| Номер              | Гражданство               | Имя                |                    |
| 8                  | Канада                    | Брэндан Праст      |                    |
| 10                 | Словакия                  | Мариан Габорик     |                    |
| 17                 | Соединённые Штаты Америки | Брэндон Дубински   |                    |
| 19                 | Канада                    | Брэд Ричардс А     |                    |
| 21                 | Соединённые Штаты Америки | Дерек Степан       |                    |
| 22                 | Соединённые Штаты Америки | Брайан Бойл        |                    |
| 24                 | Соединённые Штаты Америки | Райан Кэллахэн К   |                    |
| 26                 | Украина                   | Руслан Федотенко   |                    |
| 34                 | Канада                    | Джон Митчелл       |                    |
| 42                 | Россия                    | Артём Анисимов     |                    |
| 62                 | Швеция                    | Карл Хагелин       |                    |
| 71                 | Соединённые Штаты Америки | Майкл Рапп         |                    |

## Факты[3]
- Форвард «Флайерз» Макс Талбо стал первым хоккеистом, сыгравшим в трех матчах «Зимней классики».
- Также это была первая игра, которая проходила не первого, а второго января.
- Как и в прошлом году, на протяжении последних недель телевизионный канал HBO снимал документальный сериал «NHL 24/7: Road To The Winter Classic». Телевизионщики показали закулисную жизнь команд НХЛ на пути к одному из главных событий года.